# Adiantum nelumboides
Adiantum nelumboides är en kantbräkenväxtart som beskrevs av Xian Chun Zhang. Adiantum nelumboides ingår i släktet Adiantum och familjen Pteridaceae. Inga underarter finns listade.